# Holzheizung

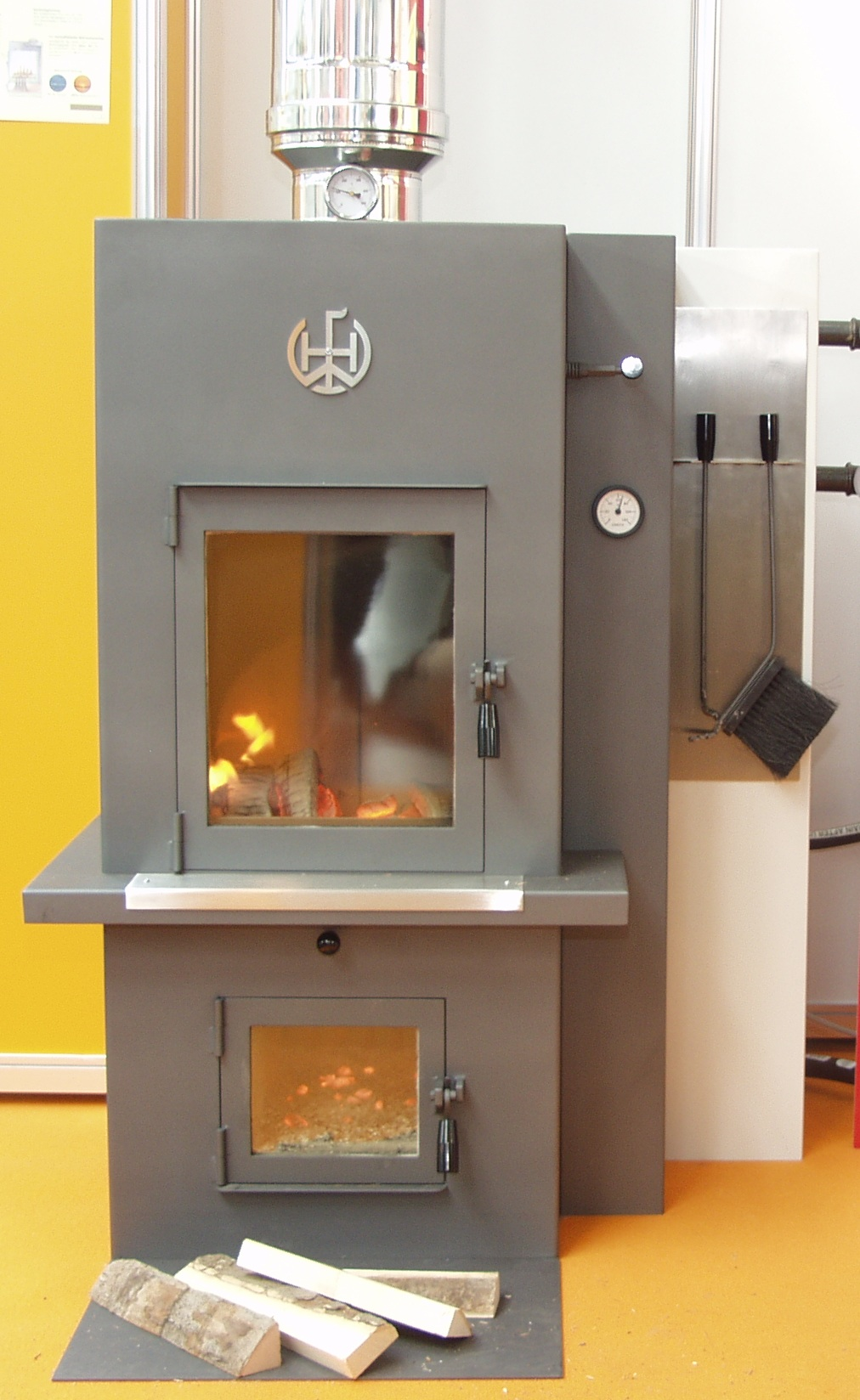
Mischtyp einer Holzheizung: Wasserführender Ofen mit Anschluss an das Zentralheizungssystem, Aufstellung im Wohnraum, Verbrennung in Holzvergasertechnik mit Naturzug

Eine Holzheizung verbrennt Holz und erzeugt dadurch Wärme zum Beheizen von Räumen und Gebäuden. Sie ist eine Gebäudeheizung. Holz ist ein biogener Festbrennstoff.
Der Brennstoff Holz („Brennholz“) kann verbrannt werden in Form von Scheitholz, Stückholz, Holzbriketts, Holzpellets oder Hackschnitzeln. Stückholz wird seit jeher verbrannt; Pellets und Hackschnitzel werden in speziell dafür gebauten Öfen mit automatischer Beschickung verbrannt.
Holzheizungen können Wärme für ein ganzes Haus (Zentralheizung) oder für einen einzelnen Raum erzeugen. Teilweise dienen sie auch der Unterstützung der Heizung und werden nur gelegentlich betrieben (z. B. Kamine). Versorgt eine Anlage ein großes oder mehrere Gebäude, bezeichnet man sie als Heizwerk bzw. Biomasse- oder Holzheizwerk.
Die Emissionen durch Holzheizungen (Feinstaub, Kohlenmonoxid, Polycyclische aromatische Kohlenwasserstoffe (PAK) etc.) nahmen durch die gestiegene Nutzung von Holz als Brennstoff zu, können durch technische Maßnahmen aber reduziert werden.
Es gibt (wie in anderen Bereichen auch, z. B. Verkehr, konventionelle Heizungen) Gesetze und Verordnungen zur Begrenzung dieser Emissionen. Einzelraumbefeuerungen verursachen den größten Schadstoffausstoß, aber auch Pelletheizungen erzeugen belastete Abgase.
Für Kleinfeuerungsanlagen in Deutschland legt die Verordnung über kleine und mittlere Feuerungsanlagen (1. BImSchV) Grenzwerte fest; die letzte Neufassung ist seit dem 26. Januar 2010 in Kraft. Die Übergangsfrist der 1. BImschV lief 2024 aus. Ab dann gelten strengere Grenzwerte für den Schadstoffausstoß.

## Einzelraumbefeuerung

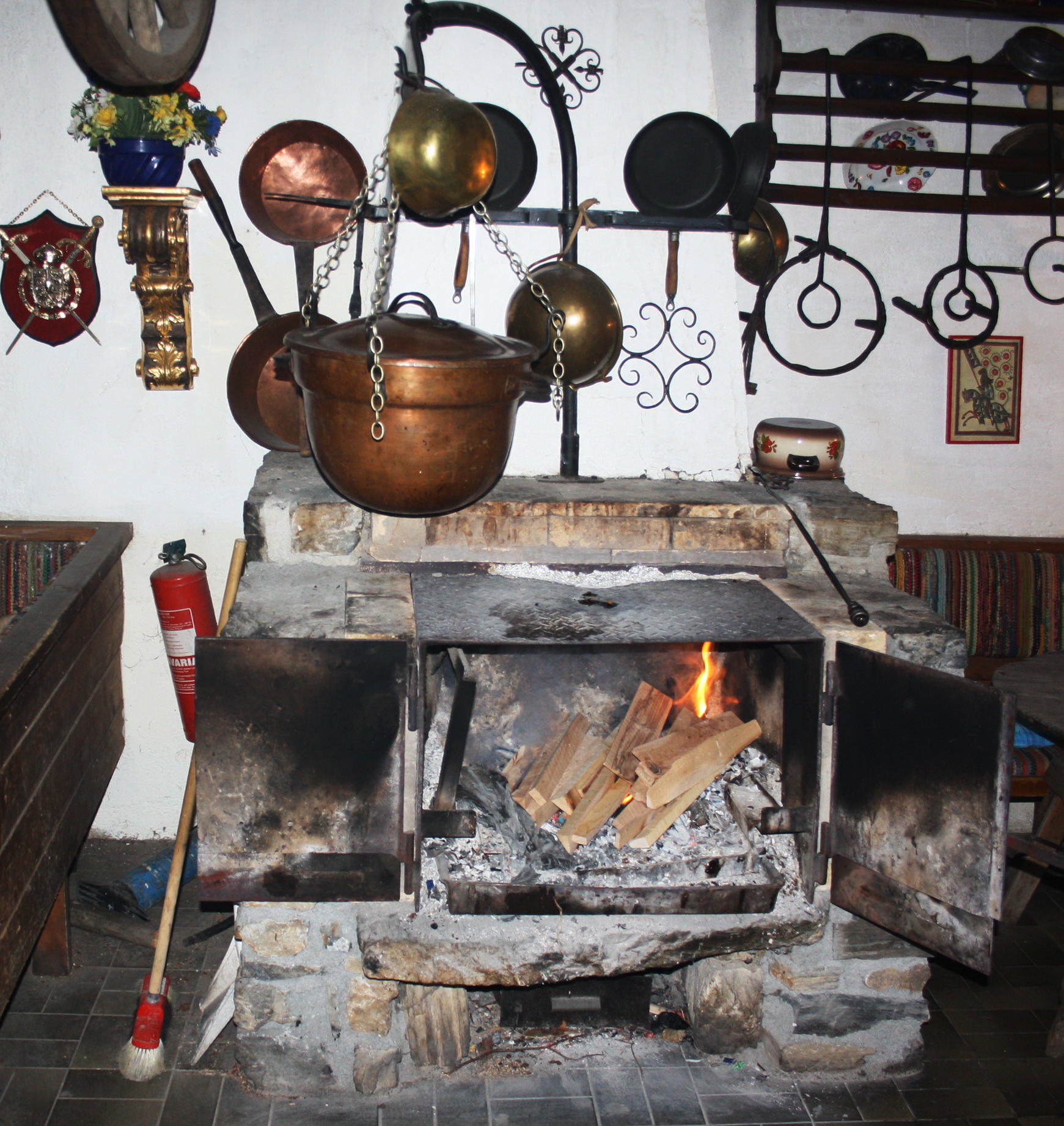
Holzofen in der Burg Klammstein

Einige Typen von Holzheizungen dienen dem Beheizen nur einzelner Räume.

### Öfen mit Zentralheizungsunterstützung
Neuzeitlich gedämmte Ein- und Zweifamilienhäuser brauchen deutlich weniger Wärme als Altbauten; man kann mit einem wasserführenden Kaminofen oder Kachelofen Wasser erhitzen und dieses in einem Pufferspeicher speichern, um es später (= zeitversetzt) in die Zentralheizung zu speisen. Einige ermöglichen auch das Erwärmen von Brauchwasser, z. B. zum Duschen oder Baden.
Das Funktionsprinzip ist einfach: Im Heizeinsatz des Ofens wird Wasser an Wärmetauscherflächen erwärmt und bei Erreichen einer eingestellten Mindesttemperatur (meist um 65 °C) in einen Pufferspeicher gepumpt. Der Pufferspeicher fasst meist 500, 750 oder 1.000 Liter, abhängig von der Leistung des wasserführenden Ofens oder anderer Quellen (z. B. Solaranlage), die ebenfalls angeschlossen werden können. So kann je nach Wärmebedarf ein Einfamilienhaus noch über einen längeren Zeitraum mit Wärme versorgt werden, während der Ofen außer Betrieb ist. Bei wasserführenden Öfen haben sich im Laufe der Jahre hauptsächlich zwei verschiedene Systeme durchgesetzt:
- Nachgeschaltete Wärmetauscher nutzen die im Abgas des Ofeneinsatzes vorhandene Rauchgastemperatur;
- sogenannte Kesselgeräte erzeugen das Warmwasser direkt im wasserumspülten Brennraum.

Welches System im Einzelfall besser geeignet ist, hängt von der Relation des Wärmebedarfs im Aufstellraum des Ofens zur benötigten Wasserleistung ab. Eine falsche Auslegung der Anlage kann zum Überheizen des Aufstellraums führen, während die Wasserleistung zu gering ausfällt, um damit den Pufferspeicher zu bedienen. Umgekehrt kann es zum Überladen des Pufferspeichers kommen, während im Aufstellraum des Kachelofens nicht genügend Leistung zur Beheizung zur Verfügung steht. Kachelöfen mit nachgeschaltetem Wasserregister eignen sich eher für einen Altbau mit hohem Wärmebedarf im Aufstellraum des Ofens und leichter Heizungsunterstützung. Kesselgeräte kommen hingegen eher in Niedrigenergiehäusern zum Einsatz; dort ist oft eine relativ geringe Ofenleistung gefragt und eine relativ hohe Wasserleistung zum Bedienen eines großen Pufferspeichers.

### Kamin
Ein Kamin ist eine Vorrichtung zum Beheizen und dezenten Beleuchten eines Raums. Kamine sind vollständig in die Raumwand eingelassen oder ragen ein Stück in den Raum hinein. Der Feuerraum ist häufig zum Wohnraum hin offen und gibt die Wärme direkt an die Raumluft ab. Durch die hohe und nicht regelbare Luftzufuhr entstehen bei der Verbrennung verhältnismäßig viele Schadstoffe, die über einen Schornstein abgeführt werden. Bei geschlossenen Kaminen (Sichtscheibe) ist die Luftzufuhr regelbar; im Brennraum ist die Temperatur viel höher als bei offenem Feuer; dadurch ist der Wirkungsgrad um ein Mehrfaches höher.
Kamine können über eine Warmluftumwälzung verfügen; diese erhöht die Heizleistung (und damit den Wirkungsgrad) etwas.

### Kaminofen

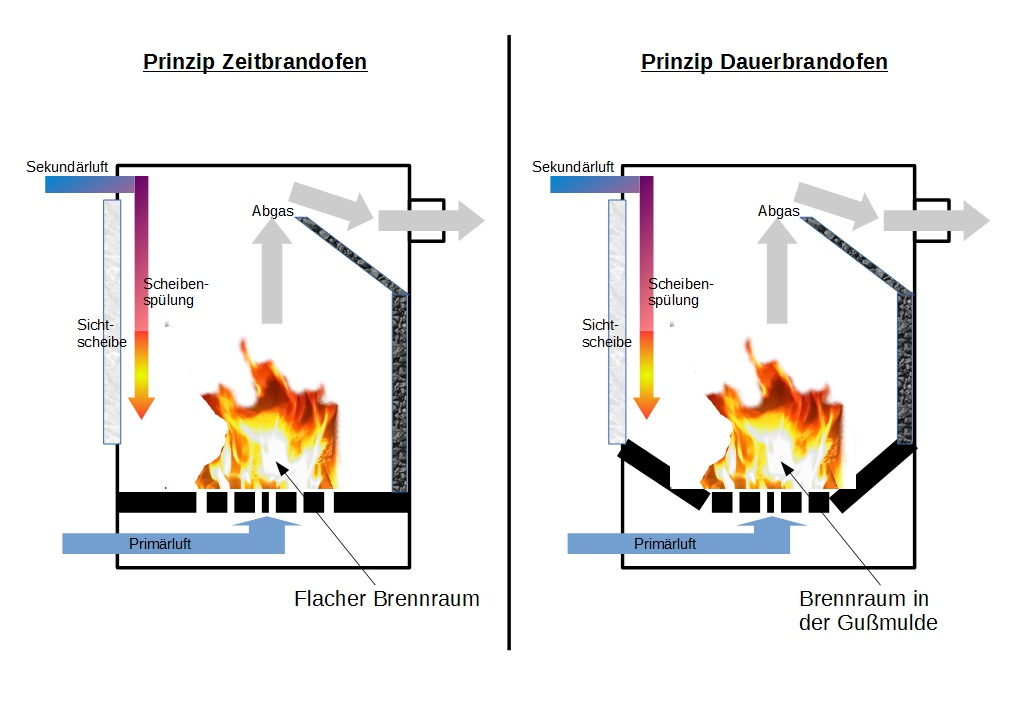
Links ein Zeitbrandofen, rechts ein Dauerbrandofen

Ein Kaminofen ist ein Ofen zur Verbrennung fossiler oder biogener Brennstoffe. Meist stehen Kaminöfen vor einer Wand (nicht in der Wand eingebaut) im Wohnraum und haben einen geschlossenen Feuerraum. Sie sind aus Gusseisen oder Stahlblech gefertigt. Glaskeramik-Scheiben ermöglichen freie Sicht in den Feuerraum; die Wärmestrahlung gelangt in den Raum vor dem Kaminofen. Jeder Ofen hat Luftklappen oder (einen oder mehrere) Schieberegler; mit diesen kann man die Luftzufuhr regeln und damit die Geschwindigkeit der Verbrennung des Brennstoffs im Feuerraum. Jeder Ofen hat eine Tür zum Nachlegen von Brennstoff und zum Reinigen des Feuerraums. Besonders effiziente Kaminöfen haben einen Wirkungsgrad von über 80 %.
Die meisten Kaminöfen sind Zeitbrandöfen; sie sind für die Verbrennung von Holz konzipiert. Einige sind als Dauerbrandofen ausgelegt: Die Mulde im Feuerraum bewirkt, dass Holz oder Pellets nachrutschen können; durch Luftschlitze in der Mulde gelangt die für die Verbrennung nötige Luft in den Feuerraum.
Viele Kaminöfen in Deutschland dürfen ab dem 1. Januar 2024 nicht mehr mit Steinkohle oder Braunkohle betrieben werden, weil deren Verbrennung deutlich mehr Schadstoffe verursacht als die sachgemäße Verbrennung von Holz (siehe dazu auch 1. BImSchV).

### Kachelofen
Ein Kachelofen ist im Allgemeinen ein aus Schamottesteinen gesetzter Zimmerofen, der mit Kacheln verkleidet ist. In ihm kann man Stückholz und Holzbriketts verheizen, in manchen auch Kohle.
Ein Kachelofen wird auch Speicherofen genannt, weil er eine große Speichermasse (z. B. Ton, Kacheln usw.) hat. Diese Masse nimmt Wärme auf, speichert sie und gibt sie bei einer Temperatur von 80 bis 125 °C an die Raumluft ab.
Zwischen dem Zeitpunkt des Anzündens und dem Beginn der Wärmefreisetzung liegt einige Zeit.

### Koch-Heiz-Herd bzw. Heizungsherd

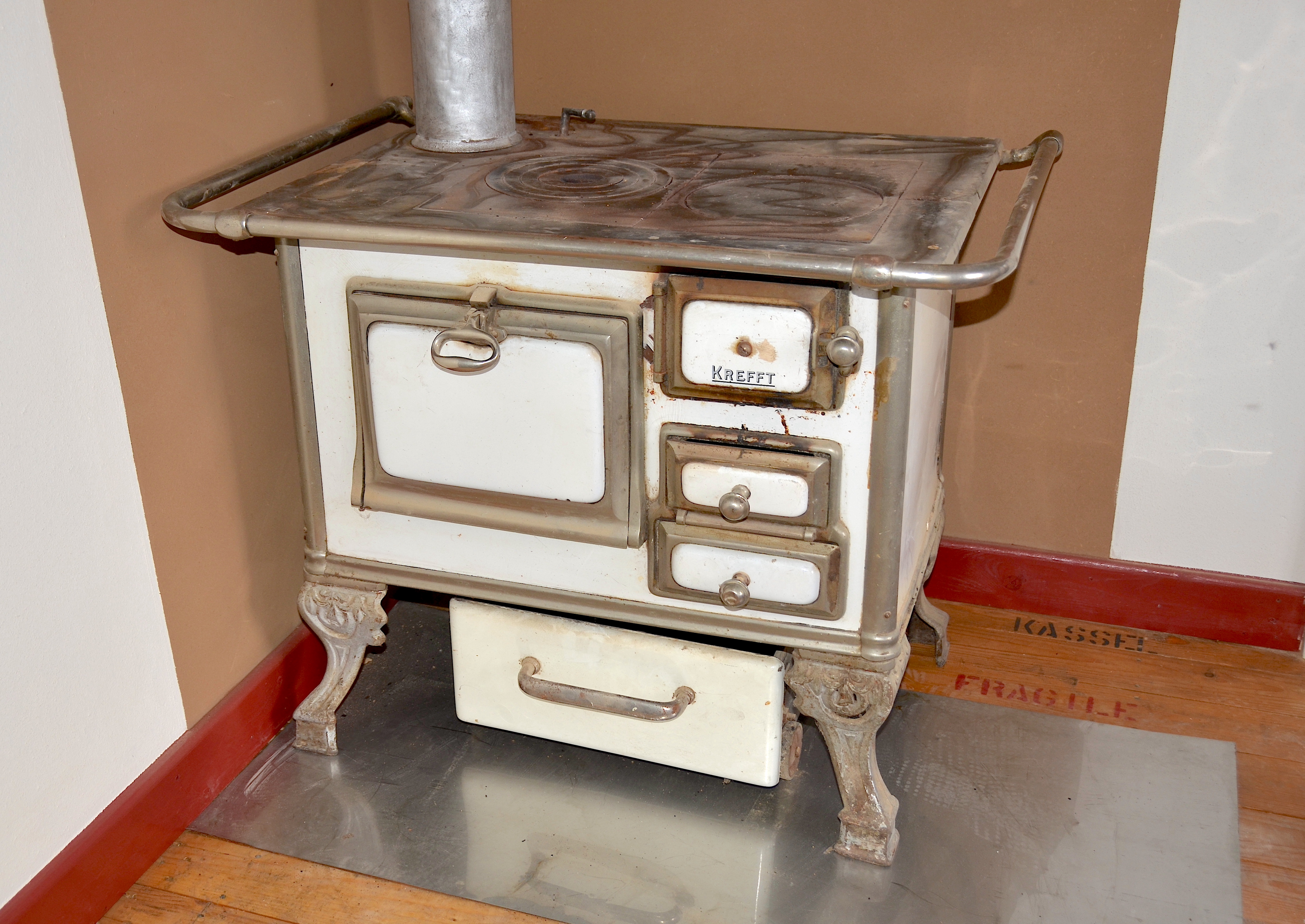
Kohle- und Holzherd zum Kochen, Backen und Heizen (Firma Wilhelm Krefft AG)

Ein Heizungsherd ist ein Kaminofen mit integrierter Kochstelle und gelegentlich auch mit Backfach. Wasserführende Modelle können an die Heizungsanlage angeschlossen werden und versorgen so einen Heißwasserspeicher, Pufferspeicher und/oder das Wohnhaus mit Wärme. Heizungsherde bieten, ebenso wie Kaminfeuer, die Möglichkeit, das Feuer im Brennraum zu betrachten. Nach der neuen Ersten Bundesimmissionsschutzverordnung (1. BImSchV) sind in Deutschland für Heizungsherde Mindest-Wirkungsgrade von 75 % vorgesehen. Neben der Anwendung in Wohnhäusern werden sie in Ferienhäusern auch zur Komplettheizung eingesetzt. In Europa erfolgt die Sicherheits- und Emissionsprüfung einheitlich gemäß der DIN EN 12815.

### Wirkungsgradverbesserung
Der Wirkungsgrad der o. g. Öfen kann durch einen Abgaswärmetauscher verbessert werden, mit dem die Öfen in die Zentralheizung eingebunden werden.
Es gibt auch Ofenrohre mit Kühlrippen oder ähnlichem; gängige Bezeichnungen sind Warmlufttauscher, Abgaskühler oder Abgaswärmetauscher.

## Zentralheizungskessel

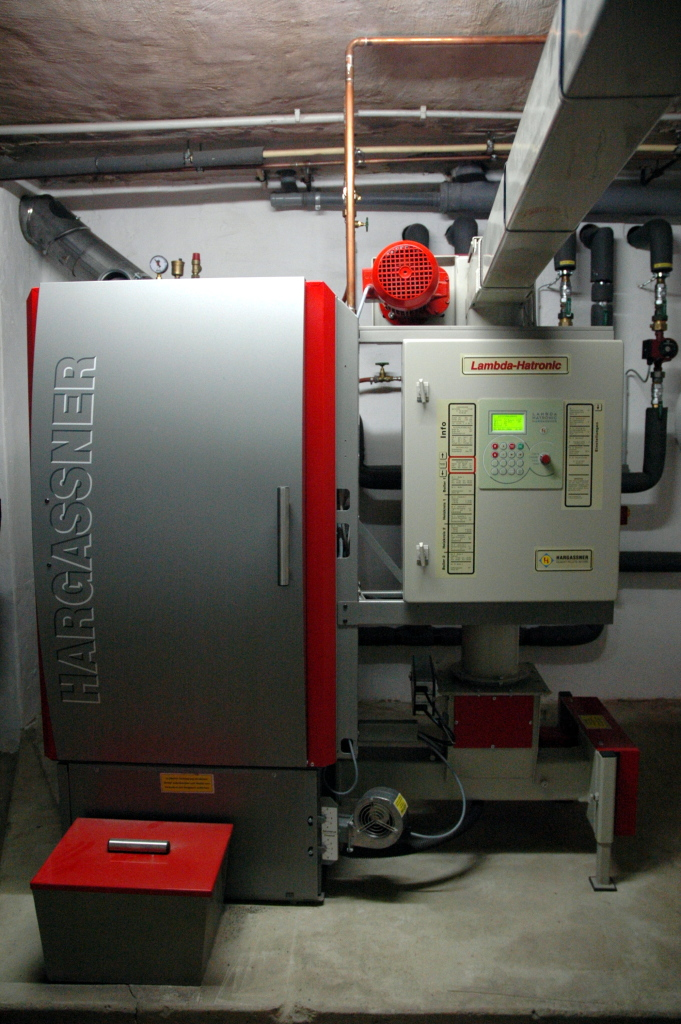
Holzhackschnitzelheizung, 45 kW, Hackschnitzelzufuhr durch quadratisches Rohr im Bild

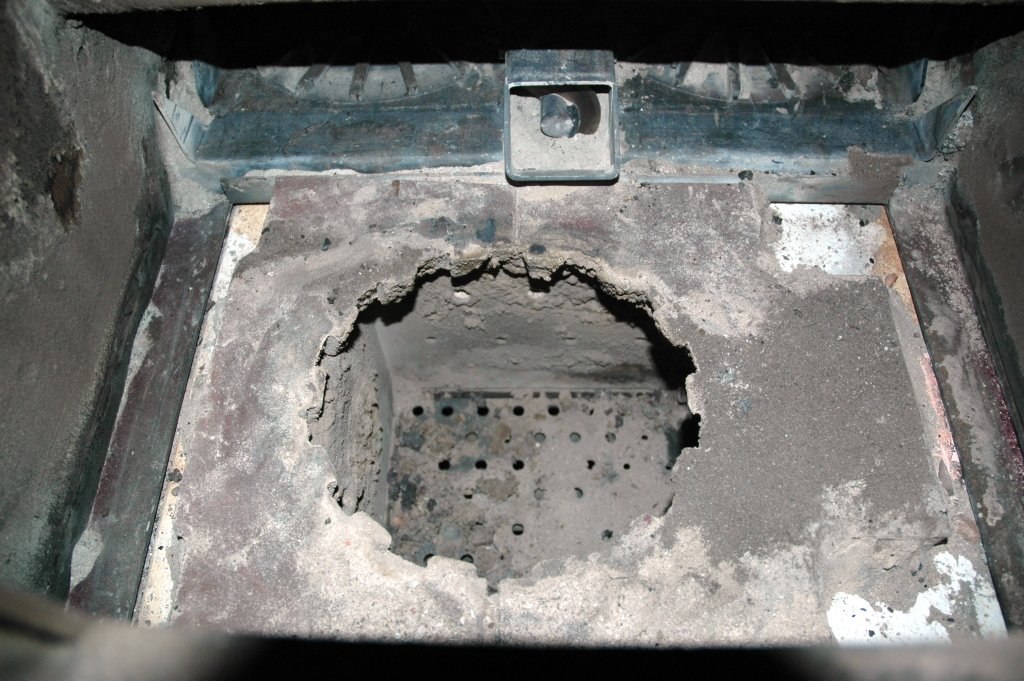
Brennerraum einer Holzhackschnitzelheizung, Schnecke (Mitte oben) dient zur Ascherückfuhr in den Brennerraum

Zentralheizung nennt man eine Heizung, die mehrere Räume oder ein ganzes Gebäude beheizen kann. In der Regel dient Wasser wegen seiner guten Eignung (gut verfügbar, ungefährlich, hohe spezifische Wärmekapazität) als Wärmeträger bzw. -überträger und in Pufferspeichern oft auch als Wärmespeicher.

### Holzvergaserkessel
Holzvergaserkessel haben einen höheren Wirkungsgrad und deutlich niedrigere Emissionswerte als die Naturzugkessel, da ein geregeltes Gebläse für eine optimale Luftzufuhr bei der Verbrennung sorgt. Der Holzvergaserkessel wird einmal gefüllt („beschickt“) und brennt dann über mehrere Stunden aus. Der Pufferspeicher sollte so groß sein, dass der Kessel über die gesamte Brenndauer im energetisch günstigen Volllastbetrieb arbeiten kann. Die gespeicherte Wärme kann anschließend über einen längeren Zeitraum (mehrere Tage) bedarfsgerecht abgerufen werden. Der Heizwasserkreislauf eines älteren Einfamilienhauses kann mehrere hundert Liter Wasser enthalten (große Rohrdurchmesser; Heizkörper mit viel Wasserinhalt); auch er kann einen Teil der Wärme puffern. Neubauten haben dagegen relativ wenig Wasser im Kreislauf.

### Naturzugkessel
Naturzugkessel werden durch die mit einem Temperaturregler verbundene oder von Hand eingestellte Öffnung einer Klappe geregelt. Man kann die Leistung regeln; wenn das Feuer „zu wenig Luft“ bekommt, kann es zu einer unvollständigen Verbrennung (=> erhöhte Emission von Kohlenmonoxid etc.) kommen.
Wenn die freigesetzte Heizenergie über dem aktuellen Bedarf liegt, braucht man einen Pufferspeicher.
Naturzugkessel sind als Alleinheizung oder kombiniert mit einer bestehenden Öl-, Gas- oder Pelletheizung einsetzbar.

### Holzpelletkessel
Holzpelletkessel bieten den Komfort der klassischen Öl- oder Gasheizung, weil der Betrieb automatisierbar ist (Beschickung durch Förderschnecke, Entzündung durch Heißluft und Kesselreinigung durch Rütteln). Aufgrund des definierten Grades an Restfeuchte der Holzpellets und geregelter Verbrennung entstehen geringe Aschemengen. Moderne Pelletheizungen haben einen höheren Wirkungsgrad und geringere Abgaswerte als andere Holzfeuerungen.

### Hackschnitzelkessel
Holzhackschnitzelkessel bieten ebenfalls den Komfort der klassischen Öl- oder Gasheizung, weil der Betrieb automatisiert ist (Beschickung mit Holzhackschnitzeln durch Förderschnecke, Entzündung durch Heißluft und Kesselreinigung durch Rütteln). Aufgrund der geregelten Verbrennung (mittels Lambdasonde) entstehen geringe Aschemengen.

## Emissionen
Bei der Verbrennung werden als Hauptbestandteile Kohlendioxid (CO2) und Wasserdampf (H2O) freigesetzt. Holz enthält geringe Anteile an Stickstoff (≈900 mg/kg). Dieser wird – ebenso wie der in der Verbrennungsluft enthaltene Stickstoff – bei der Verbrennung teilweise zu Stickoxiden umgewandelt, die mit Wasser(dampf) zu Säuren weiterreagieren und die Umwelt belasten. Der darüber hinaus im Holz vorhandene Schwefel (≈120 mg/kg) wird überwiegend in der Asche gebunden, so dass nur wenig Schwefeldioxid emittiert wird.
Je größer die Holzfeuchte ist, desto mehr Wärme wird für die Verdampfung dieses Wassers benötigt, dadurch – aber auch bei Luftüberschuss (aus dem Aufstellraum abgesaugte Nebenluft bei einem „offenen Kamin“) – kühlen die Flammen ab und es kommt zu „unvollständiger Verbrennung“, darunter versteht man einerseits eine unvollständige Oxidation und ebenso die Reduktion organischer Verbindungen oder von Kohlenstoffdioxid zu Ruß oder Holzteer. Auch Luftmangel (durch schlechten Kaminzug oder Absperren der Luftzufuhr) oder schlechte Verbrennungsführung (zu wenig Verwirbelung im Feuerraum) können zu unvollständiger Verbrennung führen. Dabei werden in unterschiedlichem Umfang neue Verbindungen gebildet und emittiert, beispielsweise:
- sämtliche bereits oben genannten Verbindungen, die eben nicht verbrennen, sondern als ungenutzter flüchtiger Brennstoff über den Schornstein in die Umwelt abrauchen
- Kohlenstoffmonoxid (CO)
- Glanzruß (C)
- Kohlenwasserstoffe (CxHy) wie z. B. Polycyclische aromatische Kohlenwasserstoffe (PAK)
- Wasserstoff (geringe Mengen, aus der Reduktion zu Ruß)
- Aschefeinstäube
- mineralische Stoffe

Kondensierbare Stoffe können an kalten Stellen kondensieren (Wärmetauscher bei Heizkesseln, lange Ofenrohre, im Kamin) und sich ablagern. Die Ablagerungen sind (auch wegen des Kondenswassers) klebrig, es bleiben daran Stäube hängen, die wiederum andere Stäube durch Zusammenballung und Verhakung anziehen.
Naturbelassenes Holz hat geringe Schwermetall- und Chlorgehalte; bei der Verbrennung von verunreinigtem Altholz können durchaus Schwermetalle (Arsen, Blei, Cadmium, Chrom, Kupfer, Nickel, Quecksilber, Zink und andere mehr) sowie Dioxine über Abgas und Asche emittiert werden. Gleiches gilt für Holzwerkstoffe wie Spanplatten oder Sperrholz, bei denen durch die verwendeten Klebstoffe, Beschichtungen oder Lackierungen Giftstoffe freigesetzt werden können.

### Kohlendioxid CO2
Beim Verbrennen des nachwachsenden Rohstoffes Holz wird der Kohlenstoff freigesetzt, den der Baum zuvor mittels Photosynthese aufgenommen und gespeichert hat, während das in fossilen Energieträgern (Erdöl, Kohle, Erdgas) enthaltene CO2 bereits seit Jahrmillionen in der Erde lagert. Eine Tonne Holz enthält im trockenen, verheizbaren Zustand etwa 500 kg Kohlenstoff, der bei der Verbrennung durch Bindung mit Sauerstoffatomen zu ca. 1,83 Tonnen Kohlendioxid (CO2) umgewandelt wird. Die Asche enthält nur bei geringen Brenntemperaturen Spuren von Kohlenstoff in Form von Carbonaten (z. B. Na2CO3 oder NaHCO3). Das CO2 entweicht in die Luft, wo es ein natürlicher Bestandteil ist (ca. 0,04 Vol.-%) und als elementarer Bestandteil des globalen Kohlenstoffzyklus angesehen wird. Aber CO2 ist ebenso ein bedeutendes Treibhausgas in der Erdatmosphäre. Seit Beginn der Industrialisierung hat der Kohlenstoffdioxidgehalt um über 40 % zugenommen. Dies gilt im Zusammenhang mit dem anthropogenen Treibhauseffekt als eine der Ursachen für die globale Erwärmung.
Hinsichtlich CO2-Belastung durch Holzverbrennung wird aber oft nicht nur der einzelne Baum betrachtet, sondern darüber hinausgehende CO2 Emissionen durch Anbau, Verarbeitung und Transport, sowie der Zeitraum für (neuerliche) Bindung des freigesetzten CO2s und die Kohlenstoffspeicherfähigkeit der Wälder. Im Vergleich zu den anderen Punkten (auch zu anderen Heizformen) sind die CO2 Belastungen durch Anbau, Verarbeitung und Transport gering, der Einfluss der Biomassenutzung auf die Biomasse-Vorräte allerdings von großer Bedeutung.
Je nachdem, ob das Holz aus Wäldern mit nachhaltiger Nutzung (Dauerwald) inklusive Kompensation von indirekten Emissionen (Ernte, Transport, unvollständige Verbrennung) oder nicht-nachhaltiger Nutzung (Kahlschlag) ohne Wiederaufforstung stammt, kann man von Emissionen zwischen 0 und 367,6 Gramm CO2/kWh (bzw. 102,1 Gramm CO2/MJoule) Primärenergiegehalt ausgehen.
Das deutsche Umweltbundesamt geht in einigen seinen Berechnungen vom letzteren Wert (102,1 Gramm CO2/MJoule Primärenergiegehalt) aus, sieht das klimafreundliche Potenzial der Holzheizungen als begrenzt an, und rät daher von der energetischen Holznutzung aus Klimaschutzgründen ab. An anderer Stelle bestätigt das Umweltbundesamt aber die Zunahme der Waldfläche in Deutschland, und geht von einer nachhaltigen Waldwirtschaft und einer treibhausgasneutralen Entnahme in Deutschland aus. Je nach Verbrennungstechnik entstehen zwischen 9,6 (Holzbriketts Einzelfeuerung) und 22,9 (kleiner Hackschnitzelkessel) Gramm CO2/kWh. An dieser Stelle geht das Umweltbundesamt von einer netto Vermeidung durch Nutzung fester Biomasse in Deutschland 2020 von 40,7 Mio. Tonnen CO2-Äquivalente aus (6,3 Mio. t durch Einzelfeuerstätten, 7,6 Mio. t. durch Holzkessel, 3,3 Mio. t durch Pelletöfen, 1,5 Mio. t durch Fernwärme und 6,9 Mio. t bei Wärmebereitstellung für die Industrie).
Weltweit betrachtet nimmt die Zerstörung von Wäldern zu. In der EU jedoch steigt die Waldfläche seit vielen Jahrzehnten. 1990 bis 2020 nahm die Waldfläche um 14 Millionen Hektar zu, auch der Holzvorrat stieg um 8 Milliarden Festmeter. Auch wenn Waldfläche und Holzvorrat zunehmen, kann die Anzahl der Bäume abnehmen, wenn die Bäume im Schnitt älter werden. In Österreich etwa ist die Waldfläche seit dem Jahr 2000 um 55.000 Hektar gestiegen, der Holzvorrat hat um ca. 10 % zugenommen, die Zahl der Bäume hat sich allerdings um 380 Millionen verringert, weil sich die Vorratsstruktur stark in Richtung stärkerer Durchmesserklassen erhöhte.
Die europäische Holzhandelsverordnung reguliert schon seit längerem den Vertrieb von Produkten, die zur weltweiten Entwaldung und Waldschädigung beitragen. Dies sind neben Holz und Papier auch Kakao, Kaffee, Soja und Rinder. Die europäische Entwaldungsverordnung schützt darüber hinaus auch arbeitsrechtliche und menschenrechtliche Aspekte und verpflichtet alle Händler und Marktteilnehmer zur Garantie der Entwaldungsfreiheit. Ein-, Ausfuhr und Handel von Produkten, die zur Waldschädigung oder Entwaldung beigetragen haben, ist somit ab 2025 verboten und kann neben zivilrechtlichen Folgen zu einer Verwaltungsstrafe in der Höhe von bis zu 4 % des weltweiten Umsatzes führen.
Die Beurteilung der Frage, ob eine energetische Nutzung von Holz nachhaltig und aus dem Aspekt des Klimaschutzes sinnvoll ist, hängt sehr stark von der sonstigen Nutzung der Bäume ab. Oft stammt Brennholz aus Totholz, wo es so gut wie keine sonstige Nutzungsmöglichkeit gibt, sowie Restholz oder Schadholz. Bei Sägewerken fallen neben der Rinde noch 40 % Sägenebenprodukte (12 % Sägespäne und 26 % Hackschnitzel) an. Ist der Rohstoffbedarf für die Produktion von Spanplatten oder Papier bereits gedeckt, so ist die energetische Nutzung eine Alternative zur Verrottung dieses Holzes. Bei der Verrottung des Holzes wird dieselbe Menge CO2 wie bei der Verbrennung freigesetzt, zwar über einen längeren Zeitraum, aber vergleichbar mit der energetischen Nutzung. Im Falle von Totholz dient es auch als wertvoller Lebensraum für Tiere und Dünger für den Waldboden. Darum argumentieren einige, dass zumindest das Totholz im Wald verbleiben sollte. Dem gegenüber steht nicht nur der ökonomische Aspekt, sondern auch der energetische Nutzen der Verbrennung, der dann anderweitig gedeckt werden muss. Darüber hinaus ist dünnes Totholz ein leicht brennbares Material und kann insbesondere an Nadelbäumen als Leiterbrennstoff wirken und ein Bodenfeuer zu einem Vollfeuer werden lassen. Bei nachhaltiger Waldwirtschaft verbleibt immer ein Teil des Totholzes und Restholzes im Wald, so dass der Lebensraum und Bodenqualität erhalten bleibt, ohne dass die Brandausbreitungsgefahr steigt. Eine Totholzempfehlung ist auch Bestandteil der Biodiversitätsstrategie der Bundesregierung. Darum steigt auch die Menge an Totholz in den deutschen Wäldern seit Jahren.
Hinsichtlich der Kohlenstoffspeicherfähigkeit stellt sich aber auch bei einem nachhaltig bewirtschafteten Wald die Frage, ob dieser bei Stilllegung nicht noch mehr Kohlenstoff aufnehmen könnte. Alte, urwaldähnliche Wälder besitzen einen höheren Holzvorrat als genutzte Wirtschaftswälder. Eine Studie aus dem Jahr 2023 kommt zu dem Schluss, dass das Speicherpotential von deutschen Buchenwäldern mit gleichaltrigem Bestand nach Stilllegung (also wenn kein Holz mehr entnommen wird) über 50 Jahre lang ansteigt, dann stagniert oder (vermutlich auf Grund des dann unterschiedlichen Alters der Bäume) abfällt. Die Bayerische Landesanstalt für Wald und Forstwirtschaft betont aber, dass dies nur für einzelne Waldbestände möglich ist, bei Betrachtung auf Landes- oder Landschaftsebene Waldbestände aller Altersstufen vorkommen, somit bei Stilllegung insgesamt maximal erreichbare Holzvorräte bei rund 400 m³/ha liegen, was nur knapp über dem tatsächlichen Holzvorrat in den Wäldern Bayerns (396 m³/ha) liegt. Eine weitere Zunahme des Vorrats würde auch die Risiken von Kalamitäten erhöhen und den Waldumbau zu klimastabileren Wäldern verhindern. CO2s scheint bei einem Nutzungsverzicht sogar schlechter im Boden gespeichert zu werden. Der Effekt eines Nutzungsverzichts erscheint unter den deutschen Bedingungen recht gering.
Im März 2024 wurde die Art der Berechnung der CO2-Emissionen aus dem Heizen mit Holz des CO2-Rechner des Umweltbundesamtes für Privatpersonen angepasst. Dies führte zu einer kontroversen Diskussion unter Waldbesitzern und in der Bioenergiewirtschaft.

### Feinstaub und weitere Stoffe
Feinstaub wird EU-weit für 238.000 vorzeitige Todesfälle verantwortlich gemacht. Das ist im Vergleich zu 2005 um 45 % weniger, da die Feinstaubemissionen in der gesamten EU seit Jahrzehnten abnehmen (zwischen 2000 und 2020 -34% PM10, -37% PM2,5).
Trotz, auch im Vergleich zu anderen Emittenten, deutlicher EU-weiter Reduktionen (-18% PM2,5 -34% PM10 seit dem Jahre 2000) gehört das Heizen von Wohngebäuden zu den stärksten Einzelverursachern von Feinstaub. Holzheizungen emittieren dabei prinzipbedingt mehr Feinstaub und auch teilweise mehr polyzyklische aromatische Kohlenwasserstoffe (PAK) als Gas- oder Ölheizungen vergleichbarer Leistungen. Die deutsche Bundesregierung geht basierend auf dem Bericht zum Forschungsvorhaben Emissionsfaktoren und Emissionsprognosen für Kleinfeuerungsanlagen sowie der europäische Verordnung für Warmwasserbereiter (EU) 814/2013 von folgenden Emissionen aus:
| Feuerung            | PM10  | PM2.5 | NO2   | SO2  | PAK    |
| ------------------- | ----- | ----- | ----- | ---- | ------ |
| Pelletkessel        | 978g  | 847g  | 5184g | 94g  | 2mg    |
| Hackschnitzelkessel | 812g  | 752g  | 7056g | 230g | 1080mg |
| Scheitholzkessel    | 3113g | 2459g | 7120g | k/a  | 583mg  |
| Ölkessel            | 130g  | 130g  | 2400g | 161g | 12mg   |
| Gaskessel           | 2g    | 2g    | 1120g | 36g  | <12mg  |

Die Emissionen von Holzheizungen können somit durch die Wahl geeigneter Kessel beeinflusst werden. Während die Kessel von Holzvergasern, Pelletheizungen und Hackschnitzelheizungen relativ niedrige Emissionen aufweisen, sind die mit Scheitholz betriebenen Einzelraumöfen besonders kritisch. Dirk Messner, der Präsident des Umweltbundesamt, schlug einen Abschied vom Heizen mit Holz in Haushalten vor, da dieses aus Luftqualitätsperspektive viel Schaden anrichte. So fordert das Umweltbundesamt aus Gründen des Klimaschutzes und der öffentlichen Gesundheit, die Förderung von Holzheizungen noch 2023 einzustellen und die Immissionsgrenzwerte zu verschärfen.

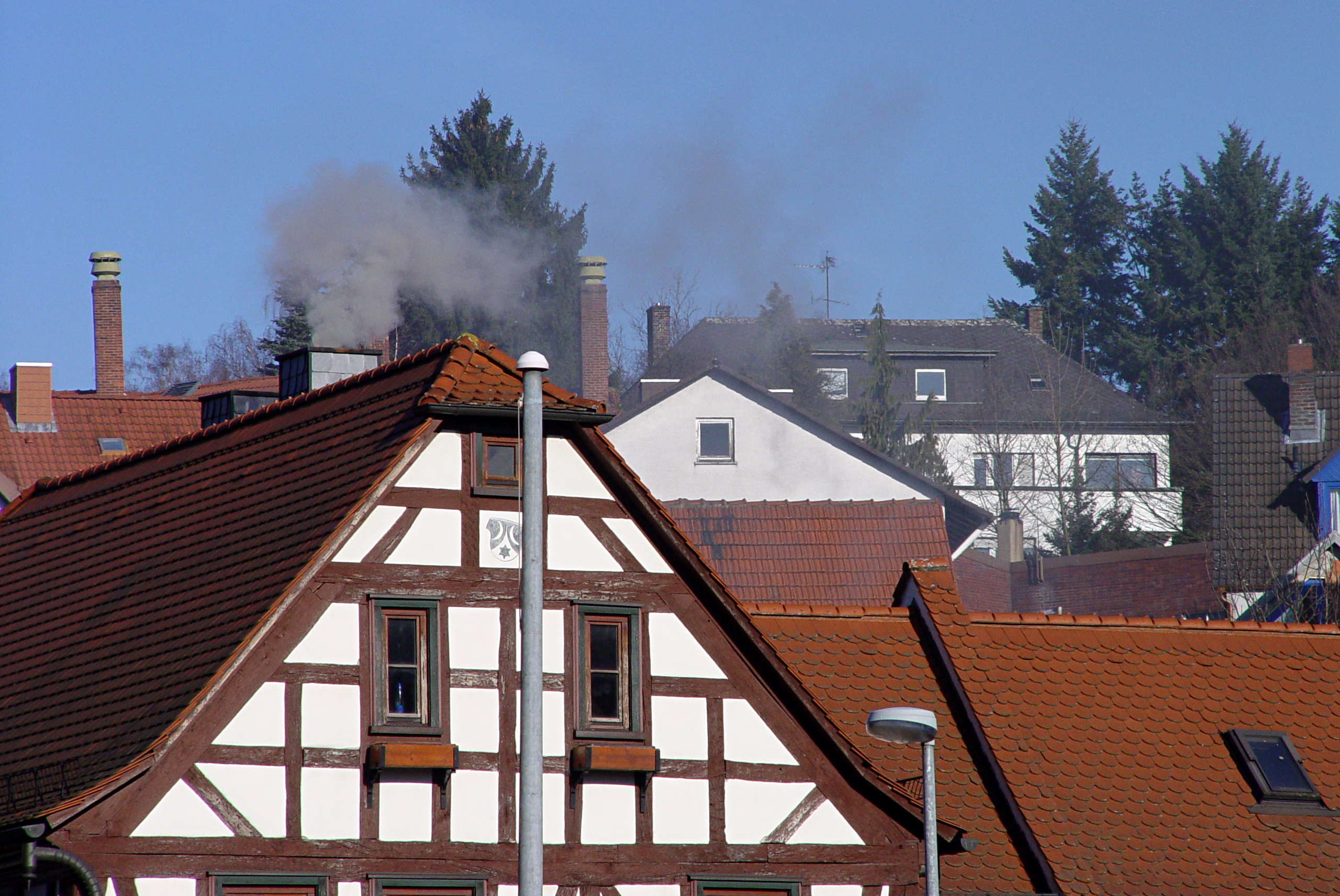
Abgasfahne einer Holzfeuerung

Wenn die Abgase viele Ruß- oder Aschepartikel enthalten, sieht der Rauch grau aus. Anhand des Grautons kann der Rußgehalt geschätzt werden. Je dunkler der Grauton, desto höher ist der Rußgehalt. Weißer Rauch entsteht durch Wasserdampf, der nach dem Austreten aus dem Schornstein kondensiert oder bereits als Nebelkondensat-Aerosol austritt. Bei der Verbrennung von feuchtem Holz wird Wärme zur Verdampfung des Wassers verbraucht, dies senkt die Flammentemperatur und behindert eine Nachverbrennung flüchtiger organischer Verbindungen (siehe dazu auch Kaminofen#Luftzufuhr und Kachelofen#Unvollständige Verbrennung), wodurch infolge unvollständiger Verbrennung (siehe auch Schwelen) Ruß und im abgekühlten Rauchgas Wasserdampf entsteht. Derartige Emissionen lassen sich mit einfachen Mitteln reduzieren. Viele Schadstoffdämpfe oder -gase – wie etwa Kohlenmonoxid – sind farblos und daher unsichtbar. Eine genaue quantitative Bestimmung der Schadstoffe ist nur messtechnisch möglich.
Bei der Verbrennung von Öl, Gas und Holz entstehen stets auch kleine Mengen Kohlenmonoxid (CO) (durch unvollständige Verbrennung). In der Atmosphäre wird es schnell verdünnt. Kohlenstoffmonoxid kommt in natürlichen und künstlichen Umgebungen vor. Eine typische Konzentration in der Atmosphäre sind 0,1 ppm. In Wohngebäuden liegt die normale Konzentration bei 0,5 bis 5 ppm, wobei in der Nähe von Gasbrennern Konzentrationen von bis zu 15 ppm auftreten können. Holzfeuer in Kaminen können bis zu 5 ‰ Kohlenstoffmonoxid (= bis zu 5000 ppm) freisetzen.
In Europa wird vor allem das erhöhte gesundheitliche Risiko diskutiert, das mit dem zunehmenden Einsatz von Holzfeuerungen verbunden ist, die im Zusammenhang mit den erneuerbaren Energien als „nachhaltige“ Form der Energienutzung propagiert werden.
Neben den Emissionen, die durch Holzheizungen in die Außenluft geraten, können auch die Emissionen in Innenräumen für die Gesundheit relevant sein. Beispielsweise können bei der üblichen Benutzung von Holzherden Feinstaub und toxische Gase in den Innenraum gelangen, was vor allem dann der Fall ist, wenn Öfen für das Befeuern geöffnet werden. Eine amerikanische Studie mit mehr als 50.000 teilnehmenden Frauen schätzt, dass die Wahrscheinlichkeit an Lungenkrebs zu erkranken sich um mindestens 43 % erhöht, wenn Holz als Heizmaterial in Innenräumen (Holzherde, Kaminöfen, offene Kamine) verwendet wird.

#### Deutschland
Die Feinstaubemissionen durch Holzheizungen in Deutschland sind gemäß Umweltbundesamt seit Beginn der Aufzeichnungen 1997 bis 2013 um 30 % auf 27.060 Tonnen stetig gestiegen, seit 2021 wieder auf dem Niveau von 1997 bei 19.380 Tonnen.
Der größte Verursacher von Feinstaub-Emissionen in Deutschland ist die Industrie, gefolgt von der Landwirtschaft und dem Verkehr. Aber die Feinstaub-Emissionen aller Holzkleinfeuerungsanlagen übersteigen in Deutschland mit 19.400 Tonnen PM10 bzw. 18.400 Tonnen PM2,5 die Auspuffemissionen des Straßenverkehrs von ca. 5.200 Tonnen PM10 bzw. 15.960 Tonnen PM2,5. Der gesamte Transportsektor liegt aber mit 34.120 Tonnen PM10 und 20.950 Tonnen PM2,5 wiederum deutlich darüber.
Um das Problem der Feinstaubemissionen durch Holzverbrennung zu reduzieren, hat der Gesetzgeber in Deutschland beschlossen, dass Anlagen, die vor dem 1. Januar 1975 zuletzt einer Typenprüfung unterzogen wurden, entweder bis Ende 2017 nachgerüstet oder stillgelegt werden müssen. Auflagen für neuere Anlagen wurden 2010 in der Ersten Verordnung zur Durchführung des Bundes-Immissionsschutzgesetzes (1. BImSchV) beschlossen.
In Klein-Holzheizungen (private Kamine oder Öfen bis zu einer Nennleistung von 15 kW) dürfen nur die in § 3 der 1. BImSchV, Nr. 1–4 sowie 5a genannten Brennstoffe verwendet werden, also naturbelassenes, stückiges oder zu Presslingen verarbeitetes Holz. Die Verbrennung lackierter, gestrichener oder imprägnierter Hölzer ist verboten, weil dabei diverse Schadstoffe entstehen. Die Verbrennung behandelter Hölzer kann nachträglich durch eine Rußprobe nachgewiesen werden, eine Überprüfung kann im Verdachtsfall stattfinden.
Mit der am 3. Dezember 2009 beschlossenen Novellierung der 1. BImSchV wurden Grenzwerte für Feinstaub (0,10 g Staub/m3) und andere Schadstoffe festgelegt. Seit 2015 gilt für Neuanlagen eine Verschärfung (0,02 g Feinstaub/m3). Von technischer Seite ist dies vor allem durch eine Regelung der Verbrennungstemperatur mittels Lambdasonde oder durch eine Rauchgasreinigung erreichbar.
Grenzwerte gelten für Anlagen ab 4 kW Leistung, ausgenommen Einzelraum-Feuerungsanlagen. Kommunen können Auflagen bei der Errichtung (bis hin zu Verboten) machen. So trat z. B. in Aachen im Oktober 2010 eine lokale Festbrennstoffverordnung für das Stadtgebiet in Kraft. Seit dem Jahr 2016 werden in Stuttgart bei Inversionswetterlagen die Betreiber von Kaminöfen gebeten, auf deren Betrieb zu verzichten („Feinstaubalarm“). Die Landesregierung hat am 31. Januar 2017 die Luftqualitätsverordnung-Kleinfeuerungsanlagen erlassen. Seitdem ist an Tagen mit Feinstaubalarm der Betrieb von Komfort-Kaminen (Einzelraumfeuerungsanlagen für feste Brennstoffe, die eine vorhandene Heizung ergänzen und nicht den Grundbedarf an Wärme decken) verboten.

#### Schweiz
Seit 1. September 2007 ist die revidierte Luftreinhalteverordnung (LRV) in Kraft. Sie enthält neue Grenzwerte für die Feinstaubemissionen von Holzfeuerungen. 
In der Schweiz hatten Holzfeuerungen im Jahr 2010 rund 16 % der gesamtschweizerischen Feinstaubemissionen (PM10) verursacht. Durch eine gute Brennstoffqualität und die richtige Steuerung einer Anlage lassen sich die Emissionen reduzieren.

## Anteil an der Energieversorgung
Brennholz ist der älteste Brennstoff der Menschheit und wird seit ca. 400.000 Jahren genutzt. Der große Bedarf führte unter anderem auch zur Holzknappheit zum Ende des 18. Jahrhunderts in Mitteleuropa, eine Konsequenz war die Substitution von Holz durch fossile Energieträger im 19. und 20. Jahrhundert. Heute steigt die Bedeutung von Holz in dieser Hinsicht wieder an.
Nach einer Untersuchung des Schornsteinfegerhandwerks 2018 in Deutschland betrug die Gesamtzahl der Einzelfeuerungsanlagen für feste Brennstoffe rund 11,3 Millionen:

### Deutschland
Vom Gesamtholzaufkommen in Deutschland im Jahr 2012 von 135,4 Mio. m³ (einschließlich Waldholz, Holz aus der Landschaftspflege und Kurzumtriebsplantagen, Altholz, sowie Neben-, Koppel- und Abfallprodukte der Holzindustrie), wurden im selben Jahr etwa die Hälfte (68,3 Mio. m³) für die Energieerzeugung genutzt, die andere Hälfte stofflich.
Holzenergie wird in Deutschland derzeit vor allem für die direkte Wärmebereitstellung genutzt, wobei Privathaushalte die größten energetischen Verbraucher von Holz darstellen (33,9 Mio. Kubikmeter Holz). Im Wärmebereich ist Holz die wichtigste Quelle Erneuerbarer Energien. Holz lieferte im Jahr 2016 rund 114,5 Milliarden Kilowattstunden (Mrd. kWh) Wärme. Rund neun Prozent des deutschen Wärmeverbrauchs im Jahr 2016 wurde damit durch Holzenergie gedeckt. Zusammen mit dem Biomasse-Anteil im Abfall, der in Müllverbrennungsanlagen verwertet wurde (0,9 Prozent des Wärmeverbrauchs), lieferte feste Biomasse allein 75 Prozent der erneuerbaren Wärme.
Holz wird hingegen nur zu einem geringeren Anteil auch zur Stromerzeugung genutzt. 2016 stammten 7 Prozent der Bruttostromerzeugung aus Bioenergie. Holz alleine machte im Jahr 2016 mit 10,9 Milliarden Kilowattstunden (Mrd. kWh) einen Anteil von 0,005 Prozent aus.
Im Verkehrsbereich spielt Holz spätestens seit dem Zweiten Weltkrieg keine Rolle mehr. Eine Wiederentdeckung der Maschinen mit Holzvergaser erlebte beispielsweise die Landwirtschaft während des Zweiten Weltkriegs, als Kraftstoffknappheit herrschte aber die Felder trotzdem bestellt werden mussten. Damals wurden Traktoren (z. B. der Firma Lanz) wieder vermehrt mit Holzvergaser angetrieben. Allerdings war der Verbrauch mit 1 Ster Holz pro Arbeitsstunde sehr hoch.

### Schweiz
Holz ist nach der Wasserkraft die zweitwichtigste erneuerbare Energie der Schweiz.
Vom jährlichen Holzzuwachs in den Schweizer Wäldern wurde 2006/07 etwas mehr als die Hälfte genutzt. Würde das Potenzial ausgeschöpft, könnte Holz 5 % des gesamten Energieverbrauchs der Schweiz oder 10 % des Wärmebedarfs decken.
Insgesamt deckte die Holzenergie 2005 rund 3,4 % des Gesamtenergiebedarfs oder rund 7 % des Wärmebedarfs. Die installierten Heizungen nutzten 2007 rund 3,8 Millionen Kubikmeter Holz zur Energiegewinnung. Im Jahr 2017 war Holz in 10,1 % aller Wohngebäude Hauptenergieträger der Gebäudeheizung.
Seit 1990 hat sich die Anzahl automatischer Holzheizungen in der Schweiz beinahe verdreifacht, ihr Holzverbrauch stieg anderthalb- bis zweifach. Daher tragen inzwischen auch in der Schweiz schlecht betriebene kleine Holzfeuerungen im Jahresmittel mehr zur Feinstaubbelastung bei als der Straßenverkehr.
Bei den Holzheizungen mit mehr als 50 kW Leistung stehen 19 % aller Anlagen der Schweiz im waldreichen Kanton Bern, gefolgt von Zürich (12 %) und Luzern (11 %). Auch bezüglich der gesamthaft installierten Leistung liegt Bern mit 15 % an der Spitze, vor Zürich (13 %) und Luzern (10 %). Dies erklärt sich auch dadurch, dass überwiegend Personen aus dem ländlichen Raum mit Holz heizen.

## Wirkungsgrad
Generell gilt, dass offene Kamine ohne Wärmespeichermasse den geringsten feuerungstechnischen Wirkungsgrad haben. Graduell besser sind Kachelöfen mit Wärmespeichermasse und Kaminöfen. Die meiste Wärme können wasserführende Öfen den Rauchgasen entziehen. Dementsprechend gelten emissionsarme wasserführende Sturzbrandöfen als jene mit dem besten feuerungstechnischen Wirkungsgrad von Einzelöfen für Wohnräume.
Stand der Technik (exakter die „beste verfügbare Technik 2018“ mit Datenbasis aus 2010) für den feuerungstechnischen Wirkungsgrad (heizwertbezogen) für Scheitholzöfen sind 86 %. Unabhängig vom Wirkungsgrad bei einer Verbrennung können Stillstandsverluste durch ungewollten Kaminzug den Gesamtwirkungsgrad des Heizsystems verringern. Den theoretischen Nenn-Wirkungsgrad verringern wesentlich
- der Wassergehalt des Holzes,[65]
- die Abläufe der (An)Heiztechnik,[66]
- Stoffe im Rauchgas mit Restheizwert oder Restbrennwert, die der Wärmeerzeugung verloren gehen, wie beispielsweise
  - Kohlenmonoxid-Emissionen
  - unverbrannte flüchtige organische Verbindungen wie etwa Holzgase,
  - Glanzruß
  - der Verlust von Verdampfungsenthalpie sämtlicher verdampfter und nicht kondensierter Verbindungen.

Die Emissionen durch Holzheizungen (Feinstaub, Kohlenmonoxid, Polycyclische aromatische Kohlenwasserstoffe (PAK) etc.) und Immissionen haben trotz stark gestiegener Nutzung von Holz als Brennstoff abgenommen. Zur Begrenzung der Emissionen wurden gesetzliche Regelungen erlassen, in Deutschland zum Beispiel die Verordnung über kleine und mittlere Feuerungsanlagen (1. BImSchV).

## Sonstiges
Im Februar 2008 wurde vom Bundesministerium für Ernährung, Landwirtschaft und Verbraucherschutz (BMELV) das Deutsche Biomasseforschungszentrum gegründet.